# Aeropuerto de Regio de Calabria
El Aeropuerto de Regio de Calabria (en italiano Aeroporto di Reggio di Calabria) (IATA: REG, OACI: LICR), también conocido como Aeroporto dello Stretto (Aeropuerto del estrecho) es un aeropuerto localizado cerca de Reggio, Italia.

## Descripción
El aeropuerto recibe su nombre del héroe de guerra italiano de la fuerza aérea Tito Minniti que nació en Reggio.
Su código IATA, REG, viene de Reggio, la principal ciudad de Calabria, a la que está próximo el aeropuerto.
Da servicio principalmente a la provincia de Reggio y a la Provincia de Mesina, y parcialmente a la Provincia de Vibo Valentia; más de 1.200.000 personas.

## Transporte terrestre
El Aeropuerto de Regio de Calabria está a unos 4 kilómetros al sur del centro histórico de la ciudad de Regio. Se puede acceder en coche o en transporte público.
- En coche desde el norte (Área Tirrenica)

Autovía A3 (Nápoles - Salerno - Reggio), en las salidas de Arangea - Gallina o Ravagnese - Aeroporto.
- En coche desde el sur (Área Iónica)

Carretera Estatal SS106 Iónica (Reggio - Tarento), en las salidas de Ravagnese - Aeroporto o Arangea - Gallina.
- Con la ciudad de Regio:

El aeropuerto está conectado con la ciudad por los buses de ATAM (Servicio de Transportes del Área Metropolitana), que conecta el aeropuerto con el puerto y la estación de ferrocarril.
- Con la ciudad de Mesina:

Un servicio de autobús llamado "Volobus" conecta el aeropuerto de Reggio con Mesina en aproximadamente una hora y con salidas conectadas a la llegada de cada vuelo.
- Con el Área de Locride y con el Área Grecanica:

Un servicio de autobús llamado "Línea Jónica" une Caulonia Marina con el aeropuerto para todos los vuelos.
- Obras en curso:

pronto estará disponible una nueva salida de la autovía que llevará directamente al aeropuerto entre las salidas de Arangea y Ravagnese; un embarcadero permitirá conectar el aeropuerto con Mesina, las Islas Aeolian y Taormina; desde 2007 está disponible el nuevo "Metro ligero de Regio de Calabria " (que conecta los pueblos costeros de Melito Porto Salvo, Regio de Calabria y Villa San Giovanni con el aeropuerto) operado por los ferrocarriles nacionales y que con la estación "RC Aeroporto" será todavía más fácil las conexiones ferroviarias con el aeropuerto.

## Aerolíneas y destinos

### Destinos nacionales
| Ciudades      | Aeropuerto                          | Aerolíneas  | Aeronaves | Frecuencias semanales |
| Italia        | Italia                              | Italia      | Italia    | Italia                |
| ------------- | ----------------------------------- | ----------- | --------- | --------------------- |
| Emilia-Romaña |                                     |             |           |                       |
| Bolonia       | Aeropuerto de Bolonia               | Ryanair     | B737      |                       |
| Lacio         |                                     |             |           |                       |
| Roma          | Aeropuerto de Roma-Fiumicino        | ITA Airways | A3xx      |                       |
| Lombardía     |                                     |             |           |                       |
| Milán         | Aeropuerto de Milán-Malpensa        | Ryanair     | B737      |                       |
| Milán         | Aeropuerto de Milán-Linate          | ITA Airways | A3xx      |                       |
| Piamonte      |                                     |             |           |                       |
| Turín         | Aeropuerto de Turín-Caselle         | Ryanair     | B737      |                       |
| Toscana       |                                     |             |           |                       |
| Pisa          | Aeropuerto de Pisa                  | Ryanair     | B737      |                       |
| Véneto        |                                     |             |           |                       |
| Venecia       | Aeropuerto Internacional Marco Polo | Ryanair     | B737      |                       |

### Destinos internacionales
| Ciudades por países | Nombre del aeropuerto                          | Aerolíneas | Aeronaves | Frecuencias semanales |
| Europa              | Europa                                         | Europa     | Europa    | Europa                |
| ------------------- | ---------------------------------------------- | ---------- | --------- | --------------------- |
| Alemania            |                                                |            |           |                       |
| Berlín              | Aeropuerto de Berlín-Brandeburgo Willy Brandt  | Ryanair    | B737      |                       |
| Hahn                | Aeropuerto de Fráncfort-Hahn                   | Ryanair    | B737      |                       |
| Bélgica             |                                                |            |           |                       |
| Charleroi           | Aeropuerto de Charleroi Bruselas-Sur           | Ryanair    | B737      |                       |
| España              |                                                |            |           |                       |
| Barcelona           | Aeropuerto Josep Tarradellas Barcelona-El Prat | Ryanair    | B737      |                       |
| Francia             |                                                |            |           |                       |
| Beauvais            | Aeropuerto de Beauvais-Tillé                   | Ryanair    | B737      |                       |
| Marsella            | Aeropuerto de Marsella-Provenza                | Ryanair    | B737      |                       |
| Polonia             |                                                |            |           |                       |
| Katowice            | Aeropuerto Internacional de Katowice           | Ryanair    | B737      |                       |
| Reino Unido         |                                                |            |           |                       |
| Londres             | Aeropuerto de Londres-Stansted                 | Ryanair    | B737      |                       |

## Estadísticas
Ver fuente y consulta Wikidata.